# 比希尔贝格
比希尔贝格是德国巴伐利亚州的一个市镇。总面积28.11平方公里，总人口4129人，其中男性2107人，女性2022人（2011年12月31日），人口密度147人/平方公里。